# Adobe Soundbooth
Adobe Soundbooth è un editor audio, ormai dismesso, sviluppato da Adobe per i sistemi operativi Microsoft Windows e macOS. Tra i prodotti Adobe è presente un software, Adobe Audition, che presenta funzionalità maggiori di quelle di Soundbooth, che è però indirizzato soprattutto ad utilizzatori esperti, mentre Soundbooth è rivolto soprattutto a chi non ha una grossa dimestichezza con il mondo avanzato dell'editing audio.
Adobe Soundbooth è parte di Adobe Creative Suite e Adobe eLearning Suite.
Adobe ha comunicato che la versione per macOS sarà disponibile solo per macchine che usano processori Intel.
L'ultima versione è la 2.0.1 del 24 aprile 2011, inclusa nella CS5.

## Funzionalità
L'applicazione permette di editare, ripulire ed ottimizzare file audio in maniera rapida ed intuitiva, togliendo rumori di fondo e disturbi, bilanciando l'equalizzazione sonora e aggiungendo effetti e filtri, in modo da preparare l'audio da inserire nei vari progetti video sviluppati ad esempio in Adobe Flash o Premiere Pro. La creazione di file Adobe Sound Document permette di modificare con Adobe Flash progetti multi-traccia derivati da Soundbooth.

## Confronto tra Soundbooth e Audition
La differenza principale tra i due programmi, oltre alla già citata maggiore facilità di utilizzo di Soundbooth, è che quest'ultimo utilizza un'interfaccia basata su funzioni da eseguire, mentre Adobe Audition usa un'interfaccia basata su strumenti (tools). Un'altra differenza è che Soundbooth usa contenuti (effetti sonori) royalty free mentre Audition utilizza loop musicali.